# Stapleford (Lincolnshire)
Pour les articles homonymes, voir Stapleford.
Stapleford est une paroisse civile et un village du Lincolnshire, en Angleterre.
Dans le Domesday Book de 1086 , Stapleford est répertorié comme ayant 38 ménages et une église.
L' église paroissiale classée Grade II est dédiée à la Toussaint et date du XIe siècle, bien qu'elle ait été reconstruite en 1770 et restaurée en 1903-1904.